# Чал-Кежиг (сумон)
Сумон Чал-Кежиг — административно-территориальная единица (сумон) и муниципальное образование со статусом сельского поселения в Чеди-Хольском кожууне Тывы Российской Федерации.
Административный центр и единственный населённый пункт сумона — село Чал-Кежиг.

## Население
| 2017 | 2018 |
| ---- | ---- |
| 298  | ↘296 |